# عالم تاني (مسلسل)
مسلسل عالم تاني هو مسلسل مصري درامي من إخراج عبد العزيز حشاد وتأليف إسلام يوسف.

## القصة
تدور أحداث المسلسل حول فكرة لو علمتم الغيب لاخترتم الواقع حيث تتعرض (نغم) عازفة البيانو لحادث يغير حياتها لتصل لمرحلة من مراحل الشفافية الروحية، وتسقط الأقنعة عن أقرب الناس لها سواء كان زوجًا أو صديقًا، وتجد نفسها في مفترق الطرق.

## طاقم العمل
- رانيا يوسف [2]
- نضال الشافعي
- فريال يوسف
- فراس سعيد
- سميرة صدقي
- صوفية
- إلهام عبد البديع
- مروة عبد المنعم
- أيمن عزب
- مصطفي حشيش
- إيمان يوسف
- أمال قطب